# 拉卢维耶尔洛拉盖
拉卢维耶尔洛拉盖（法語：La Louvière-Lauragais，法語發音：[la luvjɛʁ loʁaɡɛ] ⓘ）是法国奥德省的一个市镇，属于卡尔卡松区。

## 地理
拉卢维耶尔洛拉盖（43°15'48"N, 1°45'5"E）面积6.25 平方千米，位于法国奧克西塔尼大區奥德省，该省份为法国南部沿海省份，北起塔恩省，西北接上加龙省，西接阿列日省，南至东比利牛斯省，东临地中海，东北与埃罗省接壤。
与拉卢维耶尔洛拉盖接壤的市镇（或旧市镇、城区）包括：法雅克拉勒朗克、梅泽维尔、莫朗迪耶、圣卡梅勒、埃尔斯河畔萨勒。

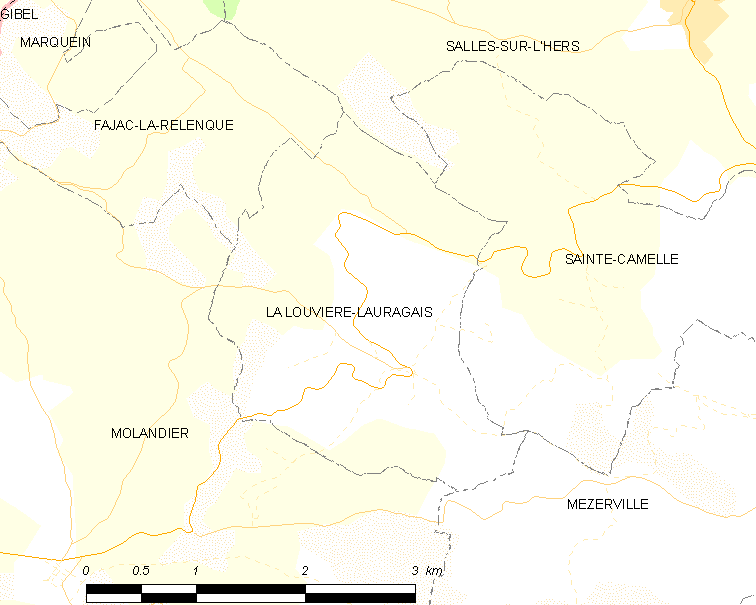
拉卢维耶尔洛拉盖的OSM定位图

拉卢维耶尔洛拉盖的时区为UTC+01:00、UTC+02:00（夏令时）。

## 行政
拉卢维耶尔洛拉盖的邮政编码为11410，INSEE市镇编码为11208。

## 政治
拉卢维耶尔洛拉盖所属的省级选区为拉皮耶日欧拉泽斯县。

## 人口

1962-2008年间拉卢维耶尔洛拉盖人口变化图示

拉卢维耶尔洛拉盖于2022年1月1日时的人口数量为80人。